# Bald Mountain Pass
Der Bald Mountain Pass ist ein Gebirgspass im Norden des US-Bundesstaates Utah. Der Pass liegt auf der Grenze der Countys Summit County und Duchesne County. Er überquert die Kette der Uinta Mountains zwischen dem Bald Mountain (3640 m) und dem Murdoch Mountain (3417 m) und stellt die höchstgelegene asphaltierte Straßenverbindung im Bundesstaat Utah dar.  
Der nördlich gelegene Hayden Pass (3154 m) zwischen Hayden Peak (3804 m) und Mount Marsell (3456 m) wird ebenfalls von der Utah State Route 150 überquert. Dieser bildet die Wasserscheide zwischen den Systemen des Duchesne River und des Bear River.